# Munidopsis snelliusae
Munidopsis snelliusae is een tienpotigensoort uit de familie van de Munidopsidae. De wetenschappelijke naam van de soort is voor het eerst geldig gepubliceerd in 1977 door Baba.